# 맥스 보커스
맥스 시번 보커스(영어: Max Sieben Baucus, 1941년 12월 11일 ~ )는 미국의 정치인이다.
몬태나주 헬레나에서 태어났다. 1964년 미네소타주 칼튼 대학교를 다니다 캘리포니아주 스탠포드 대학교로 편입하여 경제학을 전공으로 학사 학위를 취득했다. 그 후 스탠포드 로스쿨로 진학하여 1967년 법무박사(J.D.) 학위를 취득한 후 변호사 자격을 얻었다. 워싱턴 D. C.의 증권거래위원회(Securities and Exchange Commission)에서 3년 간 일한 후 몬태나 주로 돌아가 변호사로 활동하다 1973년 주의회 의원으로 뽑혔다. 1974년 민주당 소속으로 연방 하원의원에 선출되어 1975년부터 하원의원이 되었고, 1978년 상원의원에 당선되어 상원으로 자리를 옮겨 2014년까지 39년간 국회의원으로 재직하였다. 그는 주로 조세·재무·농업 분야에서 활동하며, 상원 내에서 대체적으로 중도적인 입장을 보였다. 농업 지역인 몬태나 주의 이익을 대변하여 외국에 쇠고기 수출을 늘리기 위한 노력을 했으며, 2006년 12월 대한민국과의 FTA 협상 회담을 몬태나 주로 유치하는 데 영향력을 행사하였고, 회담장에서는 쇠고기 스테이크 요리를 먹으며 미리 익혀둔 한국어로 '맛있습니다'를 연발하는 퍼포먼스를 펼쳐 눈길을 끌었다. 2006년 말 중간 선거로 민주당이 다수당이 되면서 2007년부터 상원 재무위원회 위원장을 맡아 최근에도 대한민국에 대해 쇠고기 시장 개방을 강하게 요구하였다. 2013년 말, 중화인민공화국 주재 대사로 지명되어, 상원 인준을 통과한 후 2014년 상원의원직에서 사퇴하고 중국에 부임하였다.

## 역대 선거 결과
| 선거명      | 직책명                      | 대수  | 정당   | 득표율 | 득표수    | 결과 | 당락                   |
| ----------- | --------------------------- | ----- | ------ | ------ | --------- | ---- | ---------------------- |
| 1974년 선거 | 하원의원 (몬태나 제1선거구) | 94대  | 민주당 | 54.79% | 74,304표  | 1위  | 몬태나주 하원의원 당선 |
| 1976년 선거 | 하원의원 (몬태나 제1선거구) | 95대  | 민주당 | 66.45% | 111,487표 | 1위  | 몬태나주 하원의원 당선 |
| 1978년 선거 | 상원의원 (몬태나 제2부)     | 96대  | 민주당 | 55.69% | 160,353표 | 1위  | 몬태나주 상원의원 당선 |
| 1984년 선거 | 상원의원 (몬태나 제2부)     | 99대  | 민주당 | 56.89% | 215,704표 | 1위  | 몬태나주 상원의원 당선 |
| 1990년 선거 | 상원의원 (몬태나 제2부)     | 102대 | 민주당 | 68.13% | 217,563표 | 1위  | 몬태나주 상원의원 당선 |
| 1996년 선거 | 상원의원 (몬태나 제2부)     | 105대 | 민주당 | 49.56% | 201,935표 | 1위  | 몬태나주 상원의원 당선 |
| 2002년 선거 | 상원의원 (몬태나 제2부)     | 108대 | 민주당 | 62.58% | 204,853표 | 1위  | 몬태나주 상원의원 당선 |
| 2008년 선거 | 상원의원 (몬태나 제2부)     | 111대 | 민주당 | 72.92% | 348,289표 | 1위  | 몬태나주 상원의원 당선 |